# Geeknet
Geeknet, Inc.（ギークネット・インク、NASDAQ: LNUX）は、アメリカカリフォルニア州のマウンテンビューに本社を置くメディア企業である。SourceForge.net、Slashdot、Freshmeat、Ohloh（他社売却済）、ThinkGeekなどの著名なWebサイトを運営している。VA Research社として創業し、VA Linux Systems、VA Software、SourceForge, Inc.と名称を変更して、現在の社名に至っている。

## 初期の歴史
1993年にスタンフォード大学の大学院生であったラリー・オーガスティンとジェームス・ベラによって、VA Research社として創業される。彼等は、当時に高価であったUNIXワークステーションの代替として、安価なPCにLinux OSをプリインストールして販売するという事業を開始した。Linuxを提供するハードウェアベンダーとしては、最も初期に出現したベンダーの一つである。このLinuxハードウェアの事業は急速な成長を遂げ、1998年には1億ドル以上の売上と10%の利益をもたらし、Linuxハードウェア市場の20%のシェアを握る最大手のベンダーとなった。
1999年の前半には、当時の競合企業であったLinux Hardware Solutions社を買収し、この買収を契機として社名をVA ResearchからVA Linux Systemsへの変更し、株式公開の準備を開始した。また、この同時期には、Linux.comドメイン譲渡のコンペに競り勝ち、Linux.comドメインを所有することになった。

## 株式公開
1999年12月9日、VA Linux Systemsとして新規株式公開のためにNASDAQへの上場を果たした。IPOの公開価格は30ドルで設定されたが、最初の取り引きが成立したのは公開価格を大幅に上まわる299ドルであり、驚異的な初値を記録した。その後も上昇を続け最高320ドルの取引価格を記録した後、急激な下落が起き、公開初日は239.25ドル（698%の上昇）で取引を終了した。この初日の上昇率の記録は、現在も最も成功したIPOとして知られている。しかし、このIPOの成功は短命に終わり、公開後1年以内に、最初の申し込み価格である30ドルを株価が下まわるようになり、2002年7月24日には54セントの最低値を記録することになった。IPO公募価格と寄り付き値の間の莫大な差のため、VA Linuxは見掛けより非常に小さな資本しか集めることができず、また会社の収益性が株価を正当化しそうもないことが理解され始めると、逆に急激な下落を招いたと言える。
このVA Linux SystemsのIPOには、LinuxカーネルおよびDebian Project関係を中心とした多くのオープンソース開発者に対して、公募価格での購入権が付与され、短期的に大きな富を開発者に与えることになった。

## 近年の動向
会社の創業時からのビジネスであるLinuxサーバーを中心としたLinuxハードウェアビジネスは、Dell、HPなどのサーバーベンダーがLinux対応を進めるに従い、2000年頃には厳しい競争に晒され始め、営業損失を記録するようになった。結局、2001年6月26日に、売上のほとんどを占めていたLinuxハードウェアビジネスの事業から撤退し、多くの人員削減を行い、新たにソフトウェア事業を立ち上げることになった。
2001年12月6日には、VA Linux Systems社はその名前をVA Softwareに変更した。しかし、VA Linux Systems社の唯一の海外法人であり、住友商事と合弁で立ち上げたVA Linux Systems Japan株式会社はその一連の事業変更へ追従せず、2002年1月には住友商事が筆頭株主となり、VA Software社から独立した動きを取るようになった。VA Linux Systems Japanは、現在もLinuxソフトウェアのビジネスを独自に行っている。
ハードウェアビジネスから撤退したVA Software社では、SourceForge.netを模したプロプライエタリソフトウェアの開発と販売を行っていたが、2007年4月24日にCollabNet社にソフトウェア事業の売却を行った。この事業売却によって、VA Softwareとしての全ての事業が消滅し、2007年5月24日にはSourceForge, Inc.へ社名を変更した。

## メディア事業会社への転身
IPO直後のVA Linux Systems社は、2000年2月3日にAndover.net社を買収した。Andover.net社は、Slashdot、Freshmeat、ThinkGeekといった人気サイトを保有し、VA Linux社の株式公開の前日に同じくNASDAQに上場を果たしていたが、このAndover.netの組織に、VA Linuxがコンペで競り落としたLinux.com、ならびに1999年11月に運営を開始したSourceForge.netの運営を移し、Open Source Development Network社という子会社が設立されることになる。Open Source Development Network社は、その後にOpen Source Technology Group社へと社名変更を行い、2007年までメディア事業の子会社として独立運営されている。
2007年4月にVA Software社がソフトウェア事業を売却したことにより、全ての事業が消滅したVA Software社は、翌5月にOpen Source Technology Group社と合併を行い、SourceForge, Inc.へ社名を変更することになるが、これにより事実上、親会社が消滅し、子会社が親会社に代わって上場会社として存続することとなった。この時点で、法人としてのSourceForge社は、VA Research社から繋がる企業であるが、事業の連続性は無くなっている。
2009年3月に、Linux.comをLinux Foundationへ売却した。また、2009年11月には、SourceForge, Inc.からGeeknet, Inc.へと社名変更を行った。

## 現在[いつ?]の事業
現在のGeeknet社は、SourceForge.net、Slashdot、Freshmeat、Ohloh、ThinkGeekの各サイトを運営している。日本国内においては、2007年9月にVA Linux Systems Japan株式会社からスピンアウトしたOSDN株式会社が、Slashdot Japan、SourceForge.JPといった日本語版サイトを運営している。